# 543 Charlotte
543 Charlotte è un asteroide della fascia principale del diametro medio di circa 34,37 km. Scoperto nel 1904, presenta un'orbita caratterizzata da un semiasse maggiore pari a 3,0594720 UA e da un'eccentricità di 0,1539292, inclinata di 8,47126° rispetto all'eclittica.
Il suo nome è dedicato ad un'amica dello scopritore Paul Götz.